# Ahura Mazda
Ahura Mazda, anomenat més tard Ormazd, fou el déu suprem de l'antiga religió politeista persa, que possiblement provenia d'un tronc comú amb la filosofia vèdica, confonent-se a l'origen amb Mitra-Varuna citats al Rigveda (on Varuna és anomenat a vegades Asura, "el Senyor", d'on derivaria Ahura). Representava la saviesa i la justícia, creador del bé.
Zoroastre el presentà com a l'Esperit suprem creador de totes les coses, esdevenint així el principi d'una de les primeres concepcions monoteistes de la història. És també un déu abstracte, sense imatge concreta, per la qual cosa no és representable. Els zorastrians fan servir el foc i la llum que són manifestacions d'Ahura Mazda, per representar-lo.
En el zoroastrisme, Ahura Mazda fa néixer els dos principis oposats que regeixen l'existència: Spenta Mainyu (l'esperit del bé o la veritat) i Angra Mainyu o Ahriman (l'esperit del mal o la falsedat).
Més endavant, especialment amb la codificació religiosa dels sassànides (226-651), Ahura Mazda tornà a esdevenir tan sols un déu principal dins del panteó mazdeista, passant a ser l'oposat directe d'Ahriman en comptes de Spenta Mainyu.

## La revelació de Zoroastre
Zoroastre va néixer en un món religiós que adorava molts déus o daevas, juntament amb tres déus majors, cadascun amb el títol d'Ahura. La seva reforma fou proclamar que només un d'aquests tres déus, Ahura Mazda, era l'únic creador increat de l'univers. També va afirmar que era font de tota bondat i l'únic digne d'adoració. A més, va declarar que Ahura Mazda va crear esperits coneguts com a yazates perquè l'ajudessin, aquests éssers també mereixien devoció. Zoroastre va proclamar a tots els iranians que els daevas o dimonis no mereixien adoració. Aquests dimonis van ser creats per una altra entitat increada, Angra Mainyu, l'esperit hostil. L'existència d'Angra Mainyu era la font de tot pecat i misèria en l'univers. Zoroastre va afirmar que Ahura Mazda no era un déu omnipotent, sinó que utilitzava l'ajuda dels humans en la seva lluita còsmica contra Angra Mainyu. No obstant això, Ahura Mazda és superior a Angra Mainyu. Angra Mainyu i els seus dimonis intenten portar la gent lluny del camí de la rectitud per destruir-los.

## Durant l'imperi
La representació i la invocació d'Ahura Mazda es pot veure a les inscripcions reials escrites pels reis aquemènides. La més notable és la de Behistun escrita per Darios I el Gran, que conté nombroses referències a Ahura Mazda. Durant la major part del regnat de Darios i fins Artaxerxes II, Ahura Mazda és invocat com l'única deïtat del zoroastrisme. Sota el regnat d'Artaxerxes II, en les inscripcions reials, es va aturar la invocació exclusiva d'Ahura Mazda i va començar la invocació d'una tríada de divinitats, formades per Ahura Mazda, Mitra i Anahita. Una inscripció escrita en grec es va trobar en un temple aquemènida de Persèpolis invocant a Ahura Mazda i dues divinitats més, el més probable Mithra i Anahita. A la fortificació elamita de Persèpolis (Tauleta 377), Ahura Mazda s'invoca juntament amb Mitra i Voruna. Artaxerxes III de Pèrsia fa de nou aquesta invocació a les tres divinitats en el seu regnat. L'ús d'imatges d'Ahura Mazda va començar a les satrapies occidentals de l'imperi aquemènida a finals del segle V aC. Sota Artaxerxes II, l'any 365 aC n'hi ha la primera referència literària i un governador persa de Lídia va construir una estàtua d'Ahura Mazda.